# MAP Linhas Aéreas
MAP Linhas Aéreas es una aerolínea brasileña doméstica inoperante con sede en Manaus, Amazonas, fundada en 2011 y autorizada para operar vuelos regulares y no regulares chárter dentro de Brasil. Según la Agencia Nacional de Aviación Civil de Brasil (ANAC), entre enero y diciembre de 2023 transportó 117,912 pasajeros y tuvo un 0.1% de la cuota de mercado doméstica, en kilómetros por pasajero transportado (RPK), lo que la convirtió en la quinta aerolínea más grande de Brasil.

## Historia

### Fundación en la década de 2010
Fundada en Manaus, Brasil, el 18 de mayo de 2011, el nombre de MAP Linhas Aéreas es el acrónimo de las primeras letras del nombre de su empresa fundadora, Manaus Aerotáxi Participações, una empresa de taxi aéreo y aerolínea no regular con base en el Aeropuerto Internacional Eduardo Gomes. La aerolínea fue fundada debido a la falta de conectividad aérea en la región amazónica brasileña, donde el transporte aéreo desempeña un papel importante en la conexión de pequeñas ciudades con los centros urbanos.
MAP Linhas Aéreas recibió su certificado de operador aéreo (CHETA, en portugués) de la Agencia Nacional de Aviación Civil de Brasil (ANAC) el 14 de agosto de 2012 para operaciones regulares. Ese mismo año, recibió sus tres primeras aeronaves turbohélice ATR 42-300, matrículas PR-MPN (MSN 020), PR-MPO (MSN 091) y PR-TTF (MSN 021), todas adquiridas de TRIP Linhas Aéreas. Con la excepción de los dos primeros, la última aeronave recibida nunca llegó a operar, sirviendo como fuente de repuestos para mantener las otras dos en funcionamiento.

### 2013-2019
El 4 de marzo de 2013, conectó el Manaus con Parintins y Lábrea, en Amazonas. En el tercer trimestre de 2013, MAP incorporó dos ATR 72-200 a la flota, finalizando el año con cuatro aeronaves.
En la primera mitad de 2014, la aerolínea comenzó su expansión regional, iniciando vuelos a Carauari, en Amazonas y posteriormente, el 11 de agosto, a Santarém, Itaituba, Altamira y Belém, en Pará. También añadió un tercer ATR 72-200 a la flota, mediante un acuerdo comercial firmado con STAR Consultoria Aeronáutica, propietaria del avión matrícula PP-STY (MSN 367).
El 30 de marzo de 2015, comenzó vuelos a Porto Velho, Rondônia, seguido de Manicoré, Humaitá, Barcelos, Coari, Eirunepé, São Gabriel da Cachoeira y Tefé. Al año siguiente, añadió Porto Trombetas y Tabatinga a su red de destinos amazónicos.
El 9 de octubre de 2016, presentó una nueva identidad visual y librea para sus aviones, con el objetivo de reflejar un tono más amazónico, en línea con sus operaciones. El principal cambio fue en la cola de los aviones, que en lugar de mostrar el logotipo de la empresa, pasó a adoptar un diseño que incorporaba elementos de la Región Norte de Brasil, incluyendo edificios como el Teatro Amazonas y el Ver-o-Peso, además de la flora, fauna, gastronomía y ríos de la Amazonía.
El 5 de abril de 2017, anunció la llamada "Rota da Soja" (Ruta de la Soya) en junio, con vuelos a Sorriso y Alta Floresta, en Mato Grosso. Por razones técnicas y logísticas, los vuelos no fueron iniciados. A mediados de septiembre, anunció un plan de expansión de destinos y flota para 2018, considerando iniciar vuelos a varios destinos en la Región Nordeste de Brasil, además de vuelos internacionales en América del Sur, a países vecinos en el norte de Brasil.
El 18 de diciembre de 2017, recibió la certificación IOSA (IATA Operational Safety Audit), el certificado de seguridad y calidad más importante en la aviación.
El 14 de febrero de 2019, recibió su tercera aeronave ATR-72, matrícula PR-MPW (MSN 682), anunciando su plan de expansión mediante el aumento de la frecuencia de vuelos a destinos existentes y expresando su intención de volar a su primer destino internacional, la ciudad de Puerto Maldonado, en Perú.

### Adquisición por Passaredo Linhas Aéreas (2019-2025)

#### La disputa por los slots en el Aeropuerto de Congonhas, São Paulo
El 27 de julio de 2019, tras la quiebra de Avianca Brasil, las principales aerolíneas brasileñas comenzaron una disputa por obtener los valiosos slots (horarios de aterrizaje y despegue) que dejó en el Aeropuerto de Congonhas, ubicado en el corazón de la ciudad de São Paulo, el segundo aeropuerto más transitado de Brasil por número de pasajeros. MAP expresó su interés en obtenerlos y entró en la disputa contra Azul Brazilian Airlines, GOL Linhas Aéreas Inteligentes, LATAM Airlines, TwoFlex (actual Azul Conecta) y Passaredo Linhas Aéreas (actual VOEPASS Linhas Aéreas) por los 41 slots en Congonhas.
El 1 de agosto de 2019, la ANAC completó el proceso de distribución provisional de los 41 horarios diarios de llegada y salida (slots) que Avianca Brasil operaba en la pista principal del Aeropuerto de Congonhas, en São Paulo, asignando a MAP 12 de ellos, detrás de Azul (15 slots) y Passaredo (14 slots).
El 21 de agosto de 2019, con el objetivo de consolidar su presencia en Congonhas, Passaredo Linhas Aéreas (actual VOEPASS Linhas Aéreas) anunció la adquisición del 100% de MAP Linhas Aéreas, con lo que ambas aerolíneas pasaron a controlar conjuntamente 26 pares de slots. A pesar de la adquisición, las aerolíneas continuarían operando de forma independiente. En septiembre, comenzaron conjuntamente vuelos desde Congonhas hacia Ribeirão Preto, Bauru, Marília y Araçatuba, en São Paulo, Dourados, en Mato Grosso do Sul, Uberaba, en Minas Gerais y Macaé, en Río de Janeiro.

#### Década de 2020
El 18 de marzo de 2020, debido al brote de la pandemia de COVID-19, MAP Linhas Aéreas suspendió todos sus vuelos comerciales con efecto inmediato, inicialmente hasta el 22 de marzo, cuando planeaba reanudar operaciones. Sin embargo, dos días después, el 20 de marzo, anunció que la suspensión sería por tiempo indefinido, manteniendo únicamente sus vuelos charter para Petrobras. Tras tres meses de suspensión, el 3 de julio de 2020, MAP Linhas Aéreas reanudó sus vuelos a 10 ciudades de la región amazónica, donde el transporte aéreo es esencial debido a la falta de acceso por tierra.

#### Intento de adquisición por GOL Linhas Aéreas
El 8 de junio de 2021, con el objetivo de expandir su presencia en el Aeropuerto de Congonhas y reforzar operaciones en el interior del Amazonas, GOL Linhas Aéreas formalizó un acuerdo con VOEPASS Linhas Aéreas para la adquisición de MAP Linhas Aéreas por R$28 millones (US$5,6 millones), además de asumir los compromisos financieros de la aerolínea, en ese momento valorados en R$100 millones (US$20,1 millones), sujeto a la aprobación gubernamental.
El 3 de enero de 2022, el regulador brasileño CADE (Consejo Administrativo de Defensa Económica) aprobó sin restricciones la adquisición de MAP por parte de GOL Linhas Aéreas. Según el presidente de GOL, Paulo Kakinoff, MAP Linhas Aéreas sería absorbida por GOL y la marca dejaría de existir.
El 26 de abril de 2023, el nuevo presidente de GOL Linhas Aéreas, Celso Guimarães Ferrer, informó que la adquisición no se había completado debido a un nuevo decreto publicado por el gobierno brasileño a finales de 2022, que permitió a las aerolíneas vender sus slots sin necesidad de un proceso de fusión o adquisición. Así, la aerolínea pasó a estudiar solo la compra de slots a VOEPASS Linhas Aéreas y no las operaciones de MAP Linhas Aéreas.

#### Reciente
Hasta el 29 de abril de 2024, el certificado de operador aéreo, la marca, la tripulación y dos aviones ATR 42-500 y un ATR 72-500 registrados a nombre de MAP Linhas Aéreas permanecían en operación desde su base en el Aeropuerto Internacional Eduardo Gomes. La primera aeronave, matrícula PR-PDP (MSN 581), cumplía contrato nº 5900.0111285.19.2 para Petrobras y volaba a Carauari y Porto Urucu. La segunda, PR-PDS (MSN 561), operaba en régimen de intercambio con VOEPASS realizando vuelos en la Región Nordeste de Brasil mediante un acuerdo comercial con LATAM Airlines. La tercera, PR-PDT (MSN 771), también realizaba vuelos para VOEPASS Linhas Aéreas.
El 11 de marzo de 2025, la Agencia Nacional de Aviación Civil de Brasil suspendió todas las operaciones de MAP y su empresa matriz Voepass debido a problemas de gestión. El 23 de abril de 2025, Voepass solicitó protección por bancarrota, atribuyendo sus dificultades financieras a LATAM Airlines y reportando una deuda de aproximadamente 209,2 millones de reales (US$36,78 millones) causada por el accidente del Vuelo 2283.

## Flota
La flota de MAP Linhas Aéreas consistía en las siguientes aeronaves en condiciones operativas (a mayo de 2025):
| Aeronave   | Fuera de servicio | Pedidos | Pasajeros | Notas |  |
| ---------- | ----------------- | ------- | --------- | ----- |  |
| ATR 42-320 | 1                 | —       | 72        |       |  |
| TOTAL      | 1                 | —       |           |       |  |

### Flota anterior
A lo largo de su historia, ocho aeronaves turbohélice del fabricante franco-italiano ATR formaron parte de MAP Linhas Aéreas, seis de ellas propiedad de la aerolínea y dos arrendadas que fueron devueltas a sus propietarios. Los turbohélices ATR 42-300 con matrículas PR-MPN (MSN 020) y PR-MPO (MSN 091) están fuera de servicio y abandonados sobre un césped frente a la plataforma 4 del Aeropuerto Internacional Eduardo Gomes; otros dos, con matrículas PR-TTF (MSN 021) y PT-MFE (MSN 295), fueron desmantelados y retirados del aeropuerto.
El ATR 72-200 con matrícula PR-MPZ (MSN 523), fuera de servicio, está abandonado y apoyado sobre caballetes en el hangar de Manaus Aerotáxi en el Aeropuerto Internacional Eduardo Gomes, mientras que el PR-MPY (MSN 519), también fuera de servicio, se encuentra en el centro de mantenimiento (MRO) de VOEPASS Linhas Aéreas en el Aeropuerto Dr. Leite Lopes.
| ATR 42-300 | 4 | 2012-2019 | Dañada irreparablemente y almacenada en Manaus           |  |  |
| ATR 42-300 | 4 | 2012-2017 | Retirada del servicio y almacenada en Manaus             |  |  |
| ATR 42-300 | 4 | 2012-2012 | Retirada del servicio, almacenada y desguazada en Manaus |  |  |
| ATR 42-300 | 4 | 2016-2020 | Retirada del servicio, será preservada como hotel        |  |  |
| ATR 72-200 | 3 | 2014-2015 | Arrendada a STAR Consultoria Aeronáutica                 |  |  |
| ATR 72-200 | 3 | 2013-2019 | Retirada del servicio y almacenada en Manaus             |  |  |
| ATR 72-200 | 3 | 2013-2020 | Retirada del servicio y almacenada en Ribeirão Preto     |  |  |
| ATR 72-500 | 1 | 2018-2020 | Devuelta al arrendador ATRiam Capital                    |  |  |
| TOTAL      | 8 |           |                                                          |  |  |

## Accidentes e incidentes
Según datos de The Aviation Herald y la Aviation Safety Network, desde el inicio de sus operaciones en 2013, MAP Linhas Aéreas ha registrado solo un accidente y un incidente grave, sin heridos graves ni víctimas fatales.
- El 15 de junio de 2019, el ATR 42-300 con matrícula PR-MPN (MSN 020), que realizaba el vuelo PAM-5914 desde Manaus hacia Carauari con 34 pasajeros y cuatro tripulantes, se encontraba en ascenso cuando la tripulación decidió regresar a la capital del Amazonas, realizando un aterrizaje de emergencia sin tren de aterrizaje en el Aeropuerto Internacional Eduardo Gomes tras sufrir una falla eléctrica. Solo dos pasajeros resultaron con heridas leves durante la evacuación y el turbohélice quedó dañado irreparablemente.[46][47][48]
- El 16 de septiembre de 2019, el ATR 72-200 con matrícula PR-MPY (MSN 519), que realizaba el vuelo PAM-5913 desde Itaituba hacia Manaus con 39 pasajeros y cuatro tripulantes, tuvo que regresar al aeródromo de origen después de que la pista del Aeropuerto Internacional Eduardo Gomes fuera cerrada debido a un incidente con otra aeronave. Durante la aproximación final al Aeropuerto de Itaituba, el motor izquierdo se apagó, seguido por la falla del motor derecho poco después del aterrizaje. Según el informe inicial del Centro de Investigación y Prevención de Accidentes Aeronáuticos de Brasil (CENIPA), el incidente grave fue clasificado como falta de combustible.[49][50][51] El 29 de diciembre de 2023, CENIPA publicó el informe final de la investigación, concluyendo que la falta de combustible fue causada por una falla no identificada por el equipo de mantenimiento ni por la tripulación en el sistema de combustible del turbohélice, lo que provocó que el sistema de indicación de combustible de la aeronave no funcionara correctamente, generando discrepancias entre la cantidad mostrada en los indicadores de cabina y la cantidad real de combustible presente en los tanques.[52]